# Liste des œuvres d'art de l'Orne
 (janvier 2021).
Cet article vise à recenser les œuvres d'art dans l'espace public dans le département de l'Orne, en France.

## Liste
Les œuvres sont classées par ordre alphabétique de communes et, au sein de celles-ci, par ordre chronologique d'installation, dans la mesure des informations disponibles.

### Sculptures
| Œuvre                                               | Auteur                           | Commune               | Localisation                                                                                    | Notes | Installation | Coordonnées                        | Illustration |
| --------------------------------------------------- | -------------------------------- | --------------------- | ----------------------------------------------------------------------------------------------- | --- | ------------ | ---------------------------------- | --- |
| Buste de Léon de La Sicotière,                      | À déterminer                     | Alençon               | Dans le square de la Sicotière, près de la mairie                                               | Représente Léon de La Sicotière. L'original de 1900 de Denys Puech est fondu sous le régime de Vichy, dans le cadre de la mobilisation des métaux non ferreux. | 1982         | 48° 25′ 50″ nord, 0° 04′ 56″ est   | Buste de Léon de La Sicotière |
| Monument au maréchal Philippe Leclerc               | André Arbus                      | Alençon               | Intersection de la rue du Pont-Neuf et de la rue du Maréchal-Jean-Marie-de-Lattre-de-Tassigny   | Représente Philippe Leclerc de Hauteclocque. | 1970         | 48° 25′ 43″ nord, 0° 05′ 18″ est   | Monument au maréchal Leclerc |
| L'apprentissage du point d'Alençon                  | Jean-Louis Toutain               | Alençon               | Sur la place du Maréchal-Ferdinand-Foch, devant la mairie                                       | | 2003         | 48° 25′ 48″ nord, 0° 04′ 56″ est   | L'apprentissage du point d'Alençon |
| L'Amour                                             | Louis Derbré                     | Alençon               | Sur la place du Maréchal-Ferdinand-Foch, devant la mairie                                       | | 2007         | 48° 25′ 49″ nord, 0° 04′ 56″ est   | L'Amour |
| Médaillon à Marcel Palmier                          | À déterminer                     | Alençon               | Sur un mur de la cour d'honneur de la préfecture                                                | | À déterminer | à géolocaliser                     | Image manquante |
| Statue de Sainte Opportune                          | À déterminer                     | Almenêches            | Devant l'abbaye                                                                                 | Représente Opportune de Montreuil. | À déterminer | 48° 41′ 51″ nord, 0° 06′ 38″ est   | Statue de Sainte Opportune |
| Monument à Louis-Guillaume Perreaux                 | Frédéric Nobili                  | Almenêches            | Sur la place du Maréchal-Leclerc, intersection de la RD 16 et de la RD 238                      | Commémore Louis-Guillaume Perreaux. | 2016         | 48° 41′ 50″ nord, 0° 06′ 34″ est   | Monument à Louis-Guillaume Perreaux |
| Monument aux frères François, Jean et Charles Eudes | Victor-Edmond Leharivel-Durocher | Argentan              | Intersection de la rue Saint-Martin et de la rue des Fontaines, à côté de l'église Saint-Martin | Le buste représente Eudes de Mézeray, le médaillon sur le piédestal représente Jean Eudes. Également appelé Monument à François de Mézeray ou Monument des trois frères Eudes. Érigé en 1866 sur la place de l'Hôtel-de-Ville. En 1886, le monument est déplacé dans le parc des Lautour, renommé rue Léandre par la suite et les deux allégories féminines en fonte galvanisée l'Histoire et la Vérité de chaque côté du piédestal, trop endommagées, sont retirées. | 1923         | à géolocaliser                     | Monument aux frères François, Jean et Charles Eudes« Monument à François de Mézeray ou Monument des trois frères Eudes à Argentan », sur À nos grands hommes |
| L'âne Cadichon                                      | Serge Santucci                   | Aube                  | Devant la mairie, au bord de route de Paris (RD 926A)                                           | | À déterminer | 48° 44′ 25″ nord, 0° 32′ 42″ est   | L'âne Cadichon |
| Colin-maillard                                      | Victor-Edmond Leharivel-Durocher | Bellême               | Intersection du boulevard Bansard-des-Bois et de la rue du Château                              | | 1863         | 48° 22′ 31″ nord, 0° 33′ 49″ est   | Colin-maillard |
| Buste d'Aristide Boucicaut,                         | Henri Chapu                      | Bellême               | Sur la place Boucicaut                                                                          | Représente Aristide Boucicaut. L'original de 1879 est retiré[Quand ?] et placé dans la mairie. | À déterminer | 48° 22′ 29″ nord, 0° 33′ 53″ est   | Buste d'Aristide Boucicaut |
| Buste du général Stanisław Maczek                   | Tomasz Filar                     | Coudehard             | Près du mémorial de Coudehard-Montormel, au bord de la RD 16                                    | Représente Stanisław Maczek. | 2014         | à géolocaliser                     | Buste du général Stanisław Maczek |
| Diane de Gabies,                                    | Copie d'après Praxitèle          | Domfront en Poiraie   | Sur la place Pellier-de-la-Roirie                                                               | Érigée en 1862 sur une fontaine place du Palais-de-Justice. | 1960         | 48° 35′ 39″ nord, 0° 39′ 00″ ouest | Diane de Gabies |
| Buste de Paul Harel                                 | Constantin Dimitriadis           | Échauffour            | Rue de l'Ancienne-Auberge (RD 50)                                                               | Représente Paul Harel. | 1931         | 48° 44′ 24″ nord, 0° 23′ 12″ est   | Buste de Paul Harel |
| Monument à Jules Gévelot,                           | Antonin Carlès et Gérard Anjou   | Flers                 | Dans la cour du château                                                                         | Représente Jules Gévelot. Le buste original de 1906 est fondu en 1942, dans le cadre de la mobilisation des métaux non ferreux. | 1966         | 48° 45′ 01″ nord, 0° 34′ 32″ ouest | Monument à Jules Gévelot |
| La joueuse de flûte                                 | Marion Gombaud                   | Flers                 | Sur l'esplanade François Mitterrand, devant l'entrée de la médiathèque                          | | À déterminer | 48° 44′ 58″ nord, 0° 33′ 33″ ouest | La joueuse de flûte |
| Sans titre                                          | Hubert Holley                    | Flers                 | Sur une façade du Forum, rue du Collège                                                         | | À déterminer | à géolocaliser                     | Image manquante |
| Statue de Jeanne d'Arc au sacre,                    | André Vermare                    | La Ferté Macé         | Intersection de la rue d'Argentan (RD 916) et de l'avenue des Sorbiers                          | Érigée en 1909 dans le jardin de l'église. | À déterminer | 48° 35′ 33″ nord, 0° 21′ 20″ ouest | Image manquante |
| Statue de la ville reconnaissante                   | À déterminer                     | La Ferté Macé         | Rue du château, contre l'église Notre-Dame-de-l'Assomption                                      | | À déterminer | 48° 35′ 24″ nord, 0° 21′ 22″ ouest | Statue de la ville reconnaissante |
| Statue de Neptune                                   | Emmanuel Frémiet                 | Mortagne-au-Perche    | Dans le jardin de l'hôtel de ville                                                              | Inscrit MH (2006). | 1878         | 48° 31′ 11″ nord, 0° 32′ 41″ est   | Statue de Neptune |
| Buste de Jules Chaplain                             | Denys Puech                      | Mortagne-au-Perche    | Dans le jardins de l'hôtel de ville                                                             | Représente Jules Chaplain. | 1912         | à géolocaliser                     | Buste de Jules Chaplain« Buste de Jules-Clément Chaplain à Mortagne-au-Perche », sur À nos grands hommes                                                     |
| Sans titre                                          | Dominique Arel                   | Mortagne-au-Perche    | Sur la place du Général-de-Gaulle                                                               | | 1993         | 48° 31′ 14″ nord, 0° 32′ 44″ est   | Sans titre de Dominique Arel |
| Statue d'Alain                                      | À déterminer                     | Mortagne-au-Perche    | Musée Alain                                                                                     | Représente Alain. | 2001         | à géolocaliser                     | Image manquante |
| Monument à René Dupray de La Mahérie,               | Georges Guiraud                  | Pervenchères          | Sur la place des Pervenches, au bord de la rue de Vauvineux (RD 27), près de la mairie          | Représente René Dupray de La Mahérie. | 1934         | 48° 26′ 18″ nord, 0° 25′ 31″ est   | Image manquante |
| Buste de Paul Saïn                                  | Christian Malézieux              | Saint-Céneri-le-Gérei | Intersection de la rue de l'Église et de la rue de Dessous                                      | Représente Paul Saïn. Remplace celui de 1908 réalisé par Félix Charpentier, fondu sous le régime de Vichy, dans le cadre de la mobilisation des métaux non ferreux. | 2007         | 48° 22′ 45″ nord, 0° 03′ 10″ ouest | Buste de Paul Saïn |
| Buste de Nicolas-Jacques Conté,                     | Jules-Antoine Droz               | Sées                  | Sur la place du Général-de-Gaulle                                                               | Représente Nicolas-Jacques Conté. Érigé en 1852 place du parquet. La majorité de la statue d'origine est fondue sous le régime de Vichy, dans le cadre de la mobilisation des métaux non ferreux. | À déterminer | 48° 36′ 20″ nord, 0° 10′ 19″ est   | Buste de Nicolas-Jacques Conté |
| Buste du docteur Charles Coulombe                   | À déterminer                     | Tinchebray            | À déterminer                                                                                    | | À déterminer | à géolocaliser                     | Buste du docteur Charles Coulombe |
| Statue de Jeanne d'Arc au sacre                     | Paul Aubert                      | Tinchebray            | Sur l'esplanade de la chapelle Sainte-Marie                                                     | | À déterminer | 48° 45′ 51″ nord, 0° 44′ 17″ ouest | Statue de Jeanne d'Arc |
| Statue de Marie Harel                               | Eugène Léon L'Hoëst              | Vimoutiers            | Intersection de la rue de Châtelet et de la rue du Docteur-Dentu (RD 916)                       | Représente Marie Harel. Également appelé La Fermière normande. Décapitée par les bombardements du 14 juin 1944. Le reste du monument est détruit. | 1928         | 48° 55′ 45″ nord, 0° 11′ 46″ est   | Statue de Marie Harel |
| Statue de Marie Harel                               | Maurice Lebeau                   | Vimoutiers            | Intersection de la rue du Quatorze-Juin et de la rue du 11-Novembre                             | Représente Marie Harel. Remplace le monument détruit par les bombardements du 14 juin 1944. Érigée dans la halle au beurre en 1956. | À déterminer | 48° 55′ 41″ nord, 0° 11′ 51″ est   | Statue de Marie Harel |
| Vache Ratisfaite                                    | Henri Le Bihan                   | Vimoutiers            | Sur la place de Mackau                                                                          | | À déterminer | 48° 55′ 42″ nord, 0° 11′ 52″ est   | Image manquante |

### Monuments pour une bataille ou un évènement
| Œuvre                                                       | Auteur       | Commune   | Localisation                           | Notes                                        | Installation | Coordonnées                        | Illustration                                                |
| ----------------------------------------------------------- | ------------ | --------- | -------------------------------------- | -------------------------------------------- | ------------ | ---------------------------------- | ----------------------------------------------------------- |
| Monument commémoratif de la bataille de Chambois            | À déterminer | Chambois  | À déterminer                           | Commémore la bataille de Chambois.           | À déterminer | 48° 48′ 19″ nord, 0° 06′ 22″ est   | Monument commémoratif de la bataille de Chambois            |
| Monument commémoratif de la bataille de Montormel           | À déterminer | Coudehard | Au bord de la RD 16, sur le mont Ormel |                                              | 1965         | 48° 50′ 14″ nord, 0° 08′ 32″ est   | Monument commémoratif de la bataille de Montormel           |
| Monument du poste de commandement avancé du général Leclerc | À déterminer | Fleuré    | Au bord de la RD 2                     | Représente Philippe Leclerc de Hauteclocque. | 1947         | 48° 41′ 52″ nord, 0° 03′ 23″ ouest | Monument du poste de commandement avancé du général Leclerc |
| Borne de la voie de la 2e DB                                | À déterminer | Fleuré    | Au bord de la RD 2                     |                                              | À déterminer | 48° 41′ 52″ nord, 0° 03′ 22″ ouest | Borne de la voie de la 2e DB                                |

### Fontaines
| Œuvre                          | Auteur       | Commune                | Localisation                                                                            | Notes | Installation | Coordonnées                        | Illustration                  |
| ------------------------------ | ------------ | ---------------------- | --------------------------------------------------------------------------------------- | ----- | ------------ | ---------------------------------- | ----------------------------- |
| Fontaine-boule                 | À déterminer | Alençon                | Sur le rond-point de la rue de Bretagne, de la rue Julien et de la rue Honoré-de-Balzac |       | À déterminer | 48° 25′ 53″ nord, 0° 04′ 38″ est   | Image manquante               |
| Fontaine                       | À déterminer | Alençon                | Dans le square de la place à l'Avoine                                                   |       | À déterminer | 48° 25′ 55″ nord, 0° 05′ 07″ est   | Image manquante               |
| Fontaine                       | À déterminer | Alençon                | Sur la place de la Magdeleine                                                           |       | À déterminer | à géolocaliser                     | Fontaine                      |
| Fontaine de Lancrel            | À déterminer | Alençon                | Sur la place du Commandant-Daniel-Desmeulles                                            |       | À déterminer | 48° 25′ 58″ nord, 0° 05′ 05″ est   | Image manquante               |
| Bassin-fontaine                | À déterminer | Alençon                | Dans le parc des Promenades                                                             |       | À déterminer | à géolocaliser                     | Bassin-fontaine               |
| Fontaine                       | À déterminer | Bagnoles-de-l'Orne     | Arboretum du château de la Roche-Bagnoles, devant la mairie                             |       | À déterminer | 48° 33′ 09″ nord, 0° 25′ 17″ ouest | Fontaine                      |
| Fontaine                       | À déterminer | Bagnoles-de-l'Orne     | Sur la place de la République                                                           |       | À déterminer | 48° 33′ 26″ nord, 0° 24′ 49″ ouest | Fontaine                      |
| Fontaine aux têtes d'angelots, | À déterminer | Domfront en Poiraie    | Sur la place Pellier-de-la-Roirie, devant la mairie                                     |       | À déterminer | 48° 35′ 39″ nord, 0° 39′ 02″ ouest | Fontaine aux têtes d'angelots |
| Bassin-fontaine                | À déterminer | Flers                  | Sur l'esplanade François Mitterrand, devant l'entrée de la médiathèque                  |       | À déterminer | 48° 44′ 58″ nord, 0° 33′ 33″ ouest | Image manquante               |
| Fontaine du lion               | À déterminer | La Chapelle-Montligeon | Près de la Basilique                                                                    |       | À déterminer | à géolocaliser                     | Image manquante               |
| Fontaine                       | À déterminer | Mortagne-au-Perche     | Dans le jardin public                                                                   |       | À déterminer | 48° 31′ 11″ nord, 0° 32′ 42″ est   | Fontaine                      |
| Fontaine Saint-Martin          | À déterminer | Rônai                  | À côté du lavoir, au bord de la RD 778                                                  |       | À déterminer | 48° 48′ 52″ nord, 0° 08′ 07″ ouest | Fontaine Saint-Martin         |
| Fontaine de Montpensier        | À déterminer | Tinchebray             | Sur la place du Général-Leclerc                                                         |       | À déterminer | 48° 45′ 56″ nord, 0° 43′ 38″ ouest | Fontaine de Montpensier       |

### Mosaïques
| Œuvre      | Auteur       | Commune | Localisation      | Notes | Installation | Coordonnées    | Illustration |
| ---------- | ------------ | ------- | ----------------- | ----- | ------------ | -------------- | ------------ |
| Sans titre | À déterminer | Alençon | Sur le rond-point |       | À déterminer | à géolocaliser | Sans titre   |

### Peintures murales
| Œuvre                    | Auteur        | Commune          | Localisation                                 | Notes | Installation | Coordonnées                      | Illustration    |
| ------------------------ | ------------- | ---------------- | -------------------------------------------- | ----- | ------------ | -------------------------------- | --------------- |
| Le pigeonnier du château | Paule Adeline | Villers-en-Ouche | Route du Château d'Eau, sur le château d'eau |       | À déterminer | 48° 51′ 27″ nord, 0° 27′ 19″ est | Image manquante |
| Paysage                  | Paule Adeline | Vingt-Hanaps     | Allée de la Mairie, sur le château d'eau     |       | À déterminer | 48° 31′ 22″ nord, 0° 08′ 11″ est | Image manquante |

### Œuvres disparues ou retirées
| Œuvre                             | Auteur                           | Commune               | Localisation                                                                     | Notes | Installation | Coordonnées    | Illustration |
| --------------------------------- | -------------------------------- | --------------------- | -------------------------------------------------------------------------------- | --- | ------------ | -------------- | --- |
| Buste de Gustave Le Vavasseur,    | Frédéric-Étienne Leroux          | Argentan              | Rue du Collège                                                                   | Représentait Gustave Le Vavasseur. Fondu sous le régime de Vichy, dans le cadre de la mobilisation des métaux non ferreux.          | 1898         | à géolocaliser | Image manquante |
| Buste du docteur Théophile Anger, | À déterminer                     | Carrouges             | Place de la Halle, renommée place du Général-Leveneur par la suite               | Fondu sous le régime de Vichy, dans le cadre de la mobilisation des métaux non ferreux. Le piédestal resté vide est retiré en 1952. | 1914         | à géolocaliser | Buste du docteur Théophile Anger« Buste du docteur Théophile Anger à Carrouges », sur À nos grands hommes,« Buste du docteur Théophile Anger à Carrouges », sur e-monumen |
| Le Juif errant,                   | Victor-Edmond Leharivel-Durocher | Flers                 | Dans le jardin public du champ de foire                                          | Représentait le Juif errant. Fondue sous le régime de Vichy, dans le cadre de la mobilisation des métaux non ferreux.               | 1879         | à géolocaliser | Le Juif errant« Le Juif errant à Flers », sur À nos grands hommes,« Le Juif errant à Flers », sur e-monumen                                                               |
| Faune                             | Désiré Barré                     | Flers                 | Au bout de la pelouse du parc du château, en face de la grille de la rue Schnetz | A été volé[Quand ?]. | À déterminer | à géolocaliser | Image manquante |
| Statue de Jeanne d'Arc            | À déterminer                     | La Sauvagère          | À déterminer                                                                     | | À déterminer | à géolocaliser | Image manquante |
| Buste de Paul Saïn,               | Félix Charpentier                | Saint-Céneri-le-Gérei | À déterminer                                                                     | Représentait Paul Saïn. Fondu sous le régime de Vichy, dans le cadre de la mobilisation des métaux non ferreux.                     | 1908         | à géolocaliser | Image manquante |